# Čiflak (Vitina)
Pour l’article homonyme, voir Čiflak (Orahovac).
Çifllak en albanais et Čiflak en serbe latin (en serbe cyrillique : Чифлак) est une localité du Kosovo située dans la commune/municipalité de Viti/Vitina, district de Gjilan/Gnjilane (Kosovo) ou district de Kosovo-Pomoravlje (Serbie). Selon le recensement kosovar de 2011, elle compte 90 habitants, tous albanais.

## Démographie

### Évolution historique de la population dans la localité
| 1948 | 1953 | 1961 | 1971 | 1981 | 1991 | 2011 |
| ---- | ---- | ---- | ---- | ---- | ---- | ---- |
| 82   | 71   | 59   | 85   | 94   | 116  | 90   |

|  |